# Раймонди, Пьетро
Пьетро Раймонди (итал. Pietro Raimondi; 20 декабря 1786 года, Рим, Папская область — 30 октября 1853 года, там же) — итальянский композитор, чьё творчество пришлось на время перехода от классицизма к романтизму в музыке, выдающийся контрапунктист.

## Биография
Пьетро Раймонди родился 20 декабря 1786 года во Флорентийском дворце в Риме в семье Винченцо Раймонди и Катерины, в девичестве Малакари. В раннем возрасте проявил музыкальные способности и был передан на воспитание состоятельной родственнице, которая оплатила его обучение в консерватории Пьета дей Туркини в Неаполе. Здесь будущий композитор изучал композицию и контрапункт у Джакомо Тритто и вокал у маэстро Лабарберы.
По завершении обучения, переехал к овдовевшей матери в Геную, где зарабатывал на жизнь педагогической деятельностью и сочинительством комических опер для карнавалов. Его дебют как оперного композитора состоялся в 1807 году на сцене театра Сан-Агостино в Генуе с оперой-буффа «Капризы любви» (итал. La bizzarria d'amore). Здесь же в 1808 году прошли премьеры его опер «Сила воображения» (итал. Il battuto contento) и «Эро и Леандр» (итал. Ero e Leandro).
С 1810 года произведения Пьетро Раймонди начинают ставить на сценах театров в других городах раздробленной Италии. В 1810 году в театре Пергола во Флоренции была поставлена его опера «Элоиза Вернер» (итал. Eloisa Werner). В следующем году в театре Сан Карло в Неаполе прошла премьера кантаты «Дельфийский оракул» (итал. L'Oracolo di Delfo). С 1810 по 1823 год оперы композитора ставились в театрах Сан-Карло, Фьорентини, Нуово и Фондо в Неаполе, Пергола во Флоренции, Арджентина в Риме, Каролино в Палермо и Ла-Скала в Милане. При сочинении опер Пьетро Раймонди придерживался стиля неаполитанской школы, поэтому его сценические произведения публика считала старомодными, в отличие от опер современника композитора Джоаккино Россини.
С 1816 по 1820 год занимал место капельмейстера в кафедральном соборе Ачиреале. В 1824 году был назначен музыкальным директором Королевских театров в Неаполе. В следующем году, после смерти учителя Джакомо Тритто, вместе с Франческо Руджи возглавил кафедру композиции и контрапункта в Королевском музыкальном колледже в Неаполе. В то время одним из учеников Пьетро Раймонди был Винченцо Беллини.
С 1833 по 1852 год был музыкальным директором театра Каролино и профессором на кафедре контрапункта в консерватории Буон Пасторе в Палермо. Здесь его учениками были Пьетро Платания, Мартино Фронтини, Антонио Гандольфо Бранкалеоне. За это время безуспешно пытался устроиться преподавателем контрапункта в консерватории Милана, Парижа и Дрездена. В 1852 году Пьетро Раймонди возглавил Юлианскую капеллу в Ватикане. В том же году в театре Арджентина в Риме им была поставлена оратория «Иосиф» (итал. Giuseppe), состоящая из трёх частей. Каждая часть была поставлена сначала отдельно, а затем одновременно с другими частями. В грандиозной постановке участвовали около 430 исполнителей — музыкантов и певцов. Премьера оратории имела успех на международном уровне. 
Пьетро Раймонди умер в Риме 30 октября 1853 года и похоронен в капелле в церкви Святого Марцелла.

## Творческое наследие
Творческое наследие композитора включает 62 оперы (1 в соавторстве с Лауро Росси), 21 балет, 11 ораторий, 4 большие мессы, многочисленные вокальные и духовные сочинения.

## Видеозаписи
- Pietro Raimondi. Oratorio «Il Giudizio Universale» — Пьетро Раймонди. Оратория «Страшный суд» в трёх частях. Часть II. «Воскресение из мёртвых» — Интродукция (II. Resurrezione: Introduzione).  (итал.)